# Cimitero di Chauchilla
Il cimitero di Chauchilla è situato nella valle del Rio Las Trancas a circa 27 km a sud-ovest della città di Nazca, nel dipartimento peruviano di Ica.
Si tratta di una necropoli risalente a circa 1000 anni fa, utilizzata dalle popolazioni della civiltà Carrizales-Poroma.

## Storia
Anticamente il sito era conosciuto come "Cimitero dei lama", a causa della grande quantità di resti di lama trovati nelle tombe, accanto alle mummie, in qualità di offerte funebri.
La necropoli di Chauchilla risale approssimativamente ad un periodo compreso tra il 900 e il 1500 d.C.; fu utilizzata nel periodo culturale chiamato impero Wari (orizzonte medio, 600-1100 d.C.) ed in seguito dalla cultura Carrizales-Poroma (orizzonte intermedio tardo, 1100-1500 d.C.). Il sito fu materia di studio sin dagli inizi del XX secolo (Max Hule nel 1905, Mejia Xesspe nel 1927, Hans Horkheimer nel 1947, William Duncan Strong nel 1953, David Robinson (archeologo) nel 1957), ma anche di ripetuti saccheggi durante la seconda metà del XX secolo, che la privarono della maggior parte dei reperti archeologici.
Gli ultimi scavi archeologici risalgono al 1996-2004, quando la necropoli fu restaurata, dichiarata sito archeologico e venne aperta al pubblico.

## Il sito
Il cimitero di Chauchilla fa parte di un circuito turistico costituito da un insieme di siti archeologici sparsi nella valle del fiume Las Trancas:
- Acquedotto El Pampón
- Acquedotto El Pino
- Petroglifi di Quemazón
- Cerro La Marcha
- Huaca del Loro
- Acquedotto di San Juan de Totoral

Il sito archeologico, la cui estensione è approssimativamente di 2 km di lunghezza per 0,4 km di larghezza, è dotato di una sala-museo, dove sono esposti alcuni reperti archeologici.
La parte più interessante del sito, unica nel suo genere, è costituita dalla dozzina di tombe restaurate, dove si possono osservare i resti di alcune mummie e la caratteristica sepoltura. Si tratta dell'unico sito archeologico peruviano nel quale le mummie sono conservate a cielo aperto nelle loro tombe originali. Grazie al clima arido del deserto di Nazca nel quale si trova il cimitero, le mummie si trovano in un ottimo stato di conservazione (vedi fig. 4) nonostante la loro antichità.
Le tombe hanno principalmente forma rettangolare o quadrangolare (fig.1 e 2), benché ve ne siano alcune circolari (fig.3).
Le pareti sono costituite da mattoni di argilla a forma di parallelepipedo (fig.2), mentre le basi sono pavimentate. Alla sommità le tombe erano originalmente chiuse con un tetto di tronchi di huarango e coperti con canne, foglie di pacai o mais e terra mista a sabbia.
Sono state trovate tombe sia individuali (fig.3) che collettive (fig. 1 e 2). Molte tombe erano segnalate.
Le mummie trovate a Chauchilla erano interrate in posizione fetale (fig. 4 e 6) ed il corpo era orientato verso est (nascita del Sole). Esse erano legate tramite corde di giunco, cotone o lana di cammellidi ed avvolte in involucri funerari di cotone o lana (fig.4). Le rotule venivano a trovarsi a livello del mento, le braccia erano flesse o incrociate sul torace (fig. 6). Alle mummie erano associate offerte costituite da ceramica con o senza contenuto, uccelli, cammellidi, cibo, coca, conchiglie (spondylus), utensili domestici e decorativi, tessuti e metalli.
Sia la posizione fetale, che gli oggetti rinvenuti, trovano una collocazione nella visione religiosa andina secondo la quale i defunti sarebbero rinati dopo la morte e avrebbero condotto un'altra vita nell'aldilà.

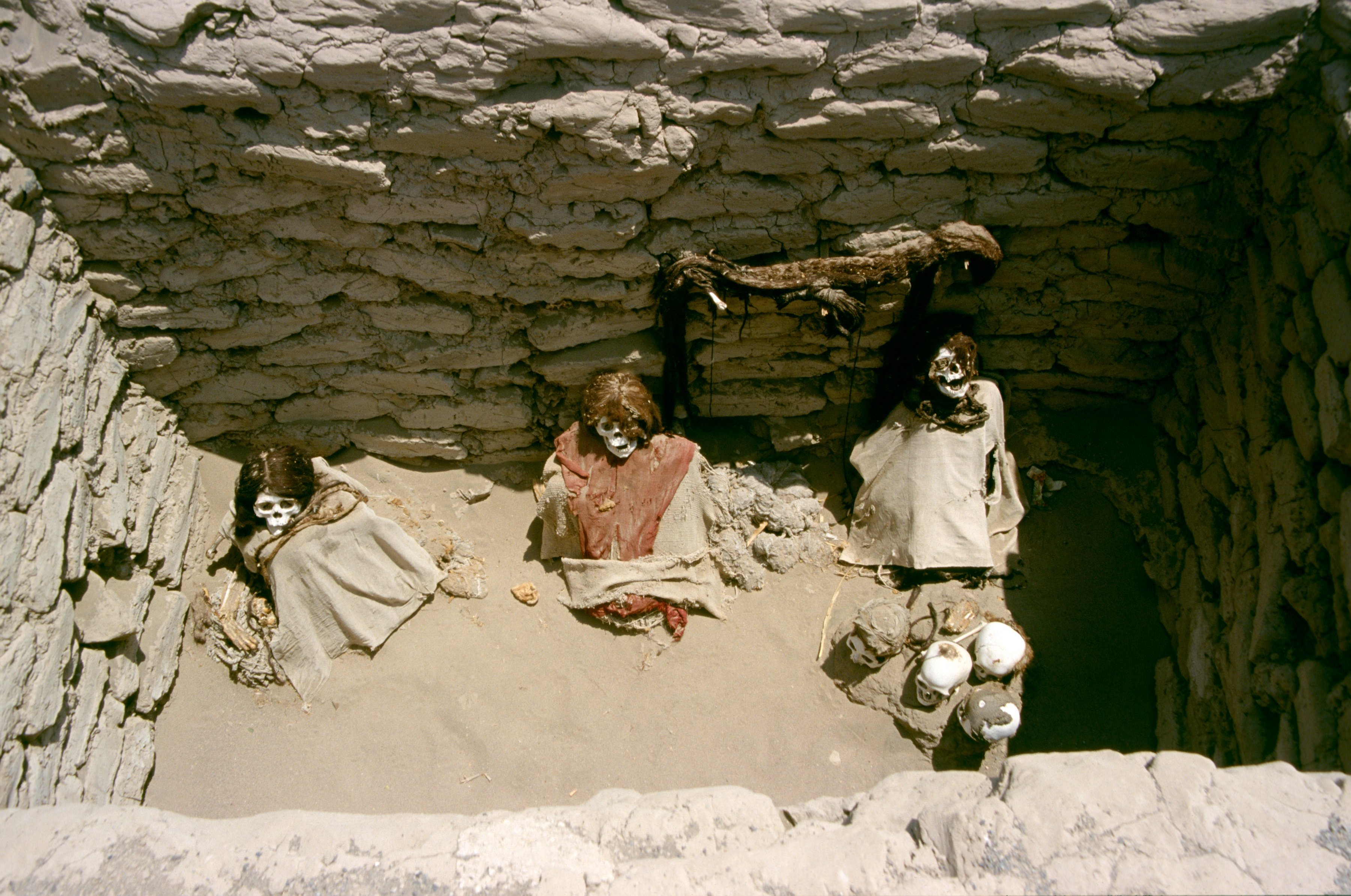
Fig.1 Tomba rettangolare collettiva
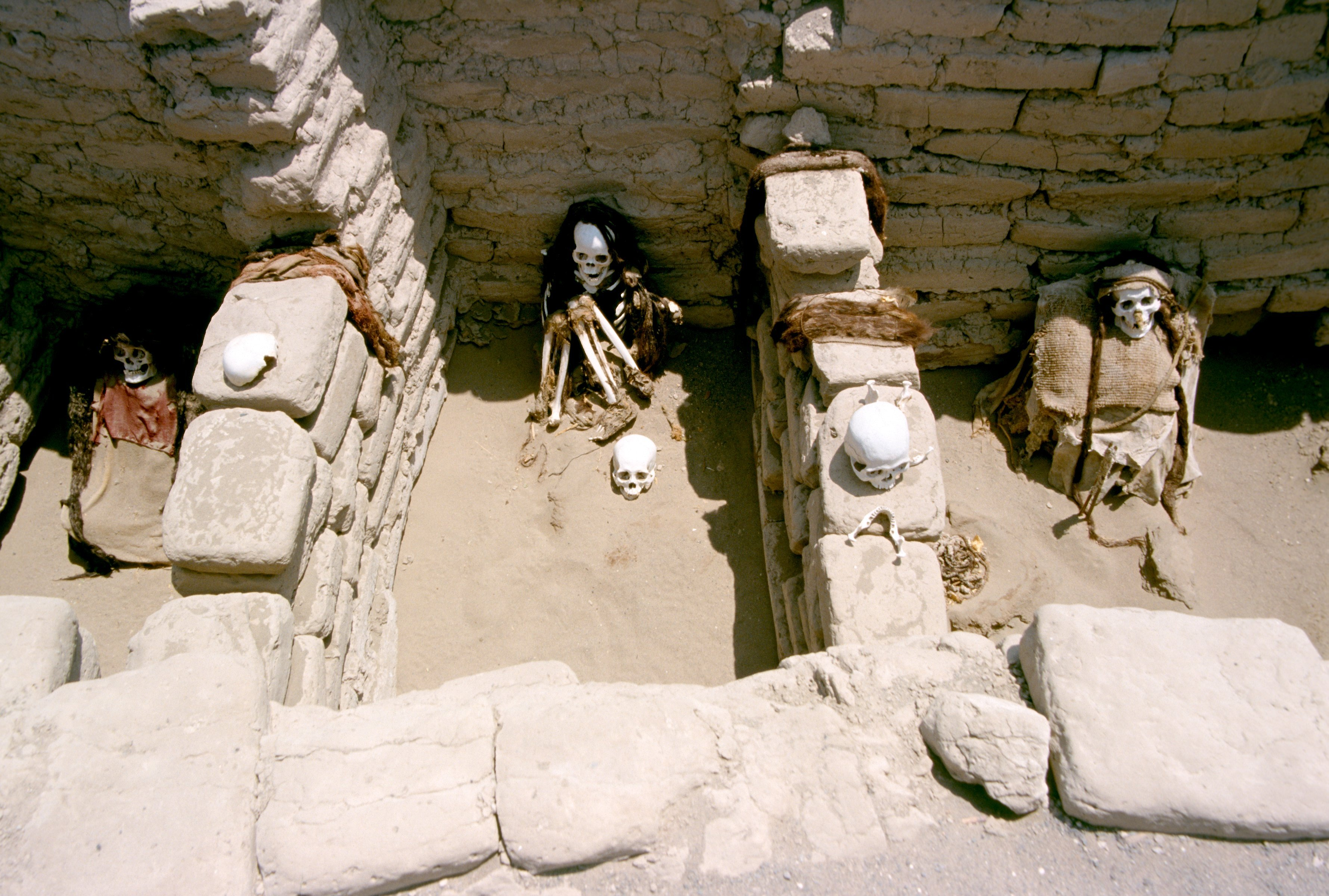
Fig.2 Tomba rettangolare collettiva
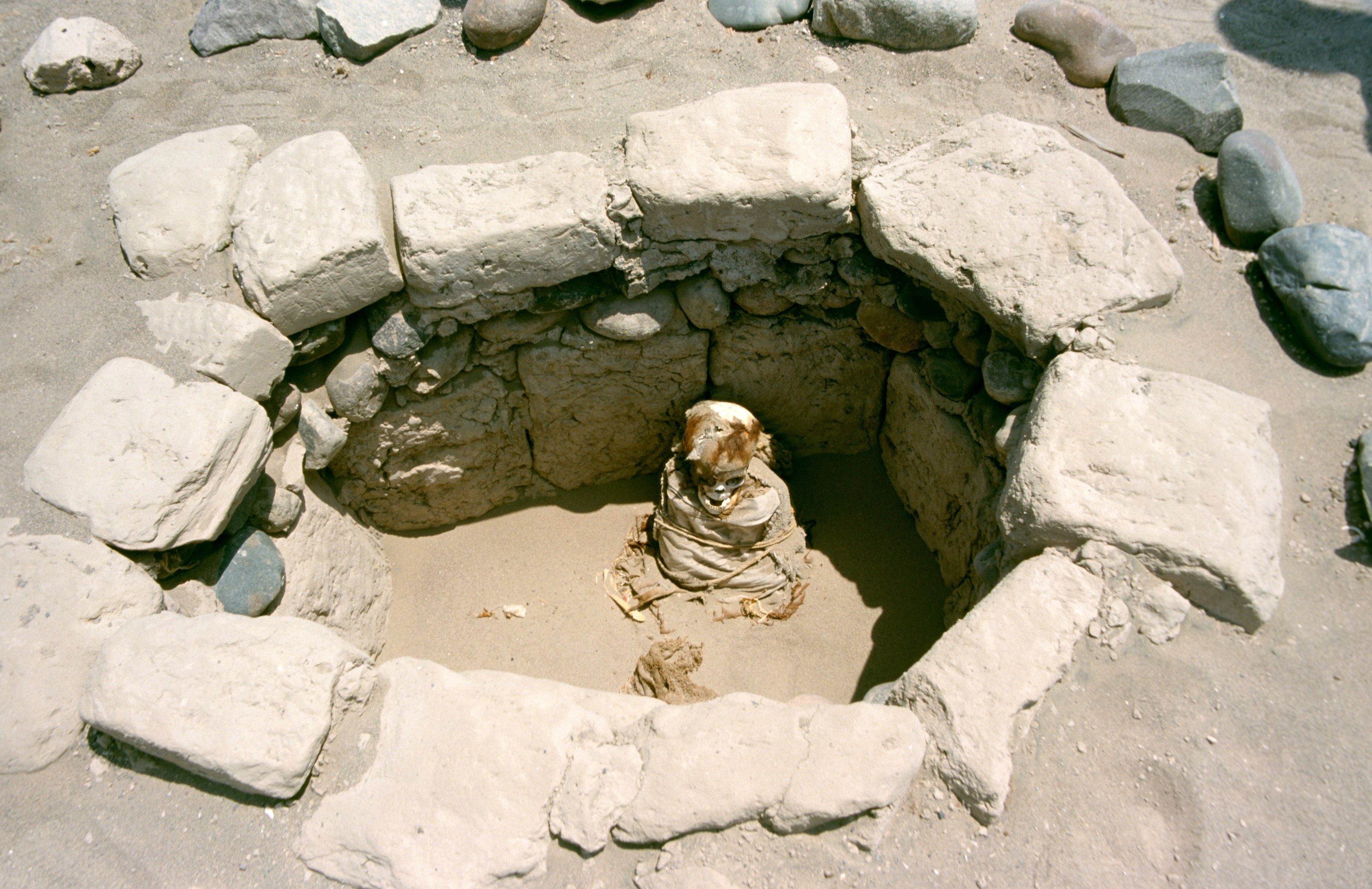
Fig.3 Tomba circolare singola
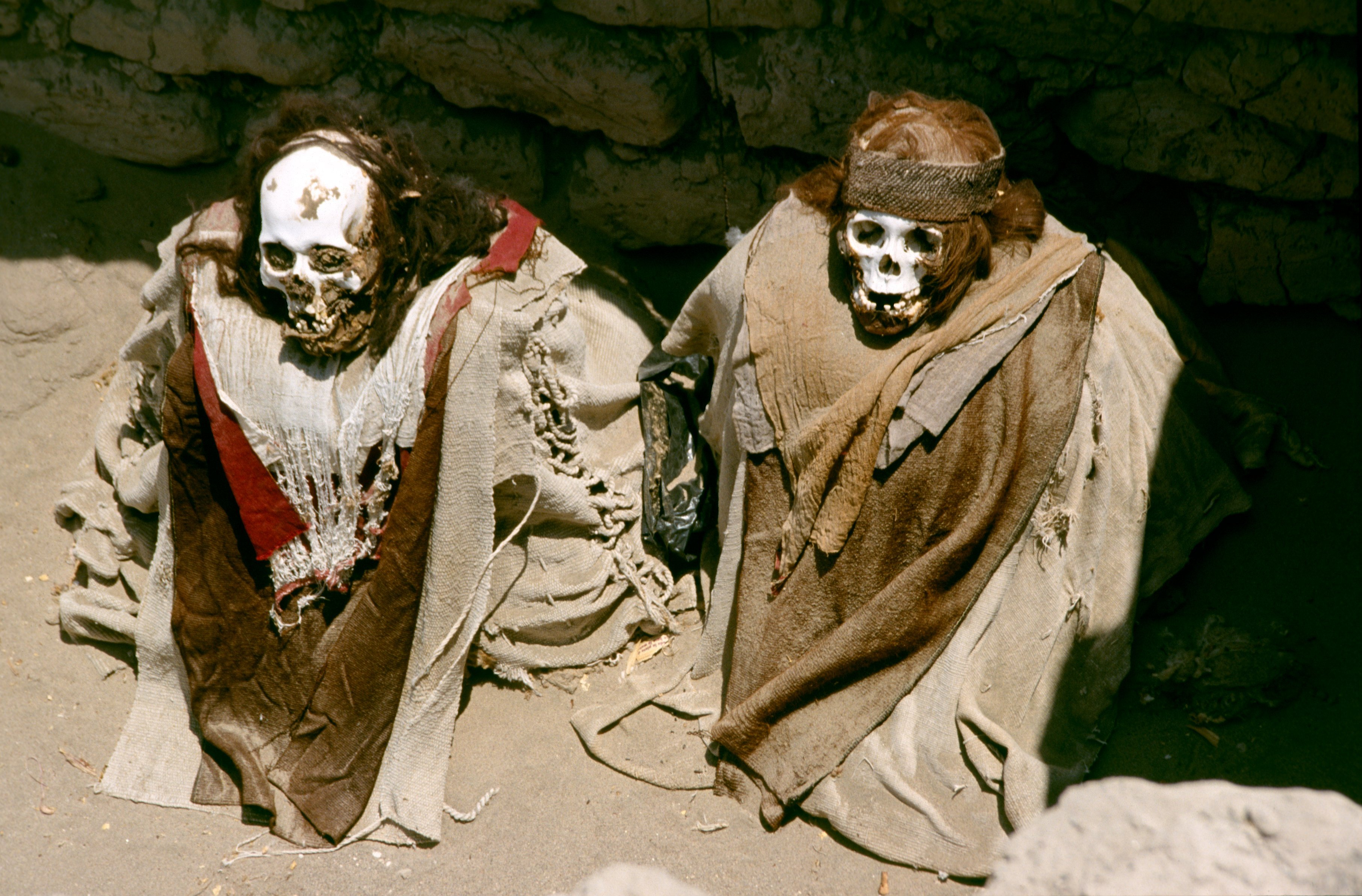
Fig.4 Due mummie in perfetto stato di conservazione
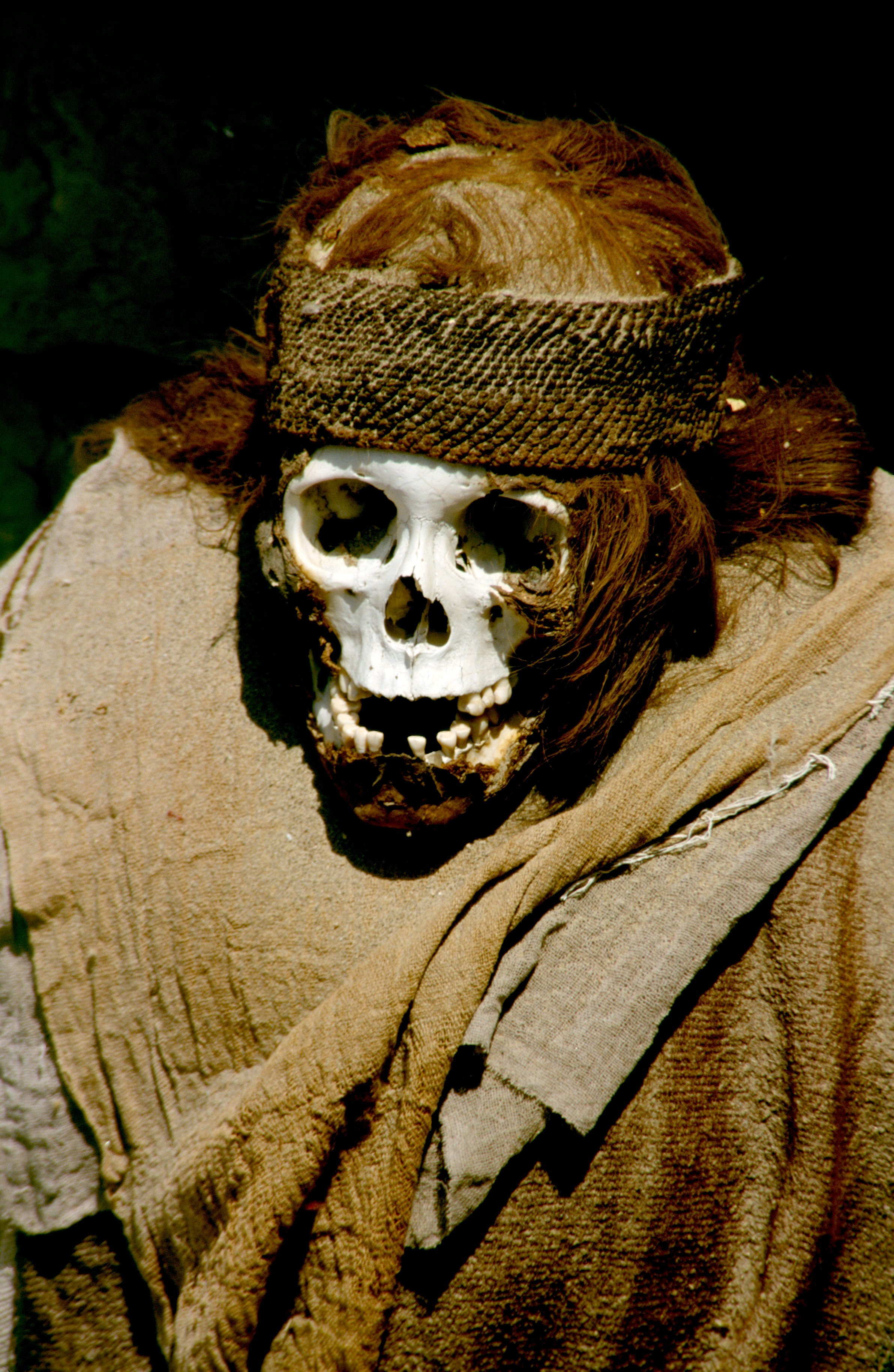
Fig.5 Dettaglio del cranio di una mummia
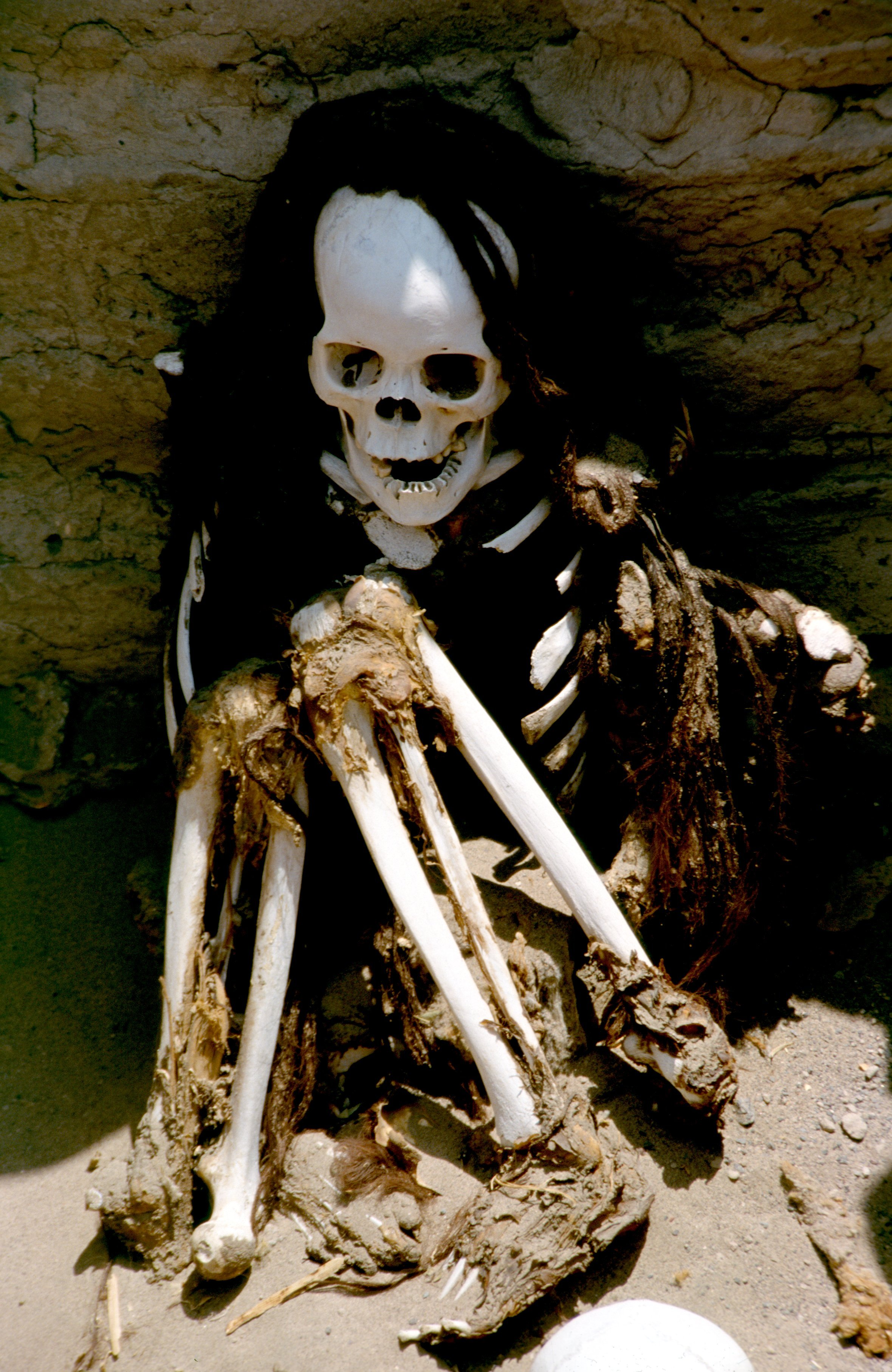
Fig.6 Resti ossei che evidenziano la posizione fetale

## Possibili pericoli
Pur essendo una zona desertica, quella della piana di Nazca non è esente da temporali; ad esempio le forti piogge del 2007 costrinsero gli archeologi a chiudere per un anno il sito. Recentemente, inoltre, i roditori stanno danneggiando le mummie, fatto che sta convincendo gli archeologi a sigillare definitivamente con lastre di vetro le tombe.